# Jitim Young
Jitim Young (ur. 19 grudnia 1981 w Chicago) – amerykański koszykarz występujący na pozycji rozgrywającego.

## Przebieg kariery
- 2004-2005 Panellinios G.S. (Greece)
- 2004-2005 Dexia Mons-Hainaut (Belgium)
- 2005-2006 MAFC Budapest (Hungary)
- 2006-2007 Minot SkyRockets (CBA USA)
- 2007-2008 Cupes de los Pepines (Dominican Republic)
- 2008-2009 SPEC Polonia Warszawa (POL)